# Championnat de Tchécoslovaquie de football 1980-1981
Navigation
Saison précédente Saison suivante
La saison 1980-1981 du Championnat de Tchécoslovaquie de football est la 55e édition du championnat de première division en Tchécoslovaquie. Les seize meilleurs clubs du pays se retrouvent au sein d'une poule unique, la First League, où les formations s'affrontent deux fois, à domicile et à l'extérieur. À l'issue du championnat, les deux derniers du classement sont relégués et remplacés par les deux meilleurs clubs de II. Liga, la deuxième division tchécoslovaque.
C'est le club du FC Banik Ostrava, tenant du titre, qui termine à nouveau en tête du classement du championnat, avec deux points d'avance sur le Dukla Prague et quatre sur le duo Bohemians-Sparta. C'est le 3e titre de champion de Tchécoslovaquie de l'histoire du club.

## Les 16 clubs participants
| - Dukla Prague - Spartak Hradec Králové - Promu de II. Liga - Tatran Presov - Promu de II. Liga - SK Slovan Bratislava - FC Bohemians Prague - ZTS Kosice - Dukla Banska Bystrica - FK Inter Bratislava | - Zbrojovka Brno - FC Banik Ostrava - RH Cheb - Lokomotiva Kosice - Plastika Nitra - SK Slavia Prague - Spartak Trnava - AC Sparta Prague |

## Compétition

### Classement
Le barème utilisé pour établir le classement est le suivant :
- Victoire : 2 points
- Match nul : 1 point
- Défaite : 0 point

| Rang | Équipe                     | Pts | J  | G  | N  | P  | Bp | Bc | Diff |
| ---- | -------------------------- | --- | -- | -- | -- | -- | -- | -- | ---- |
| 1    | FC Baník Ostrava (T)       | 40  | 30 | 18 | 4  | 8  | 44 | 19 | +25  |
| 2    | Dukla Prague (C)           | 38  | 30 | 16 | 6  | 8  | 51 | 30 | +21  |
| 3    | FC Bohemians Prague        | 36  | 30 | 16 | 4  | 10 | 54 | 30 | +24  |
| 4    | AC Sparta Prague           | 36  | 30 | 15 | 6  | 9  | 40 | 26 | +14  |
| 5    | FC Lokomotíva Košice       | 32  | 30 | 11 | 10 | 9  | 43 | 34 | +9   |
| 6    | RH Cheb                    | 32  | 30 | 12 | 8  | 10 | 41 | 36 | +5   |
| 7    | SK Slavia Prague           | 32  | 30 | 13 | 6  | 11 | 40 | 48 | -8   |
| 8    | Tatran Prešov (P)          | 29  | 30 | 12 | 5  | 13 | 47 | 44 | +3   |
| 9    | ŠK Slovan Bratislava       | 29  | 30 | 12 | 5  | 13 | 40 | 38 | +2   |
| 10   | FC Spartak Trnava          | 29  | 30 | 13 | 3  | 14 | 36 | 43 | -7   |
| 11   | FK Inter Bratislava        | 29  | 30 | 12 | 5  | 13 | 34 | 52 | -18  |
| 12   | Zbrojovka Brno             | 28  | 30 | 10 | 8  | 12 | 42 | 45 | -3   |
| 13   | Plastika Nitra             | 26  | 30 | 11 | 4  | 15 | 31 | 49 | -18  |
| 14   | FK Dukla Banská Bystrica   | 25  | 30 | 10 | 5  | 15 | 31 | 43 | -12  |
| 15   | Spartak Hradec Králové (P) | 25  | 30 | 10 | 5  | 15 | 31 | 43 | -12  |
| 16   | ZŤS Košice                 | 14  | 30 | 5  | 4  | 21 | 29 | 54 | -25  |

|  | Qualification pour la Coupe d'Europe des clubs champions 1981-1982                                |
|  | Qualification pour la Coupe des Coupes 1981-1982                                                  |
|  | Qualification pour la Coupe UEFA 1981-1982                                                        |
|  | Relégation en II. Liga                                                                            |
|  | (T) Tenant du titre (C) Vainqueur de la Coupe du Tchécoslovaquie (P) : Promu de deuxième division |

## Bilan de la saison
| Championnat de Tchécoslovaquie de football 1980-1981 |                             |
| Champion                                             | FC Banik Ostrava (3e titre) |
| Coupes et trophées                                   |                             |
| Vainqueur de la Coupe de Tchécoslovaquie 1980-1981   | Dukla Prague                |
| Qualifications continentales                         |                             |
| Coupe d'Europe des clubs champions 1981-1982         | FC Banik Ostrava            |
| Coupe des Coupes 1981-1982                           | Dukla Prague                |
| Coupe UEFA 1981-1982                                 | AC Sparta Prague            |
| Coupe UEFA 1981-1982                                 | FC Bohemians Prague         |
| Promotions et relégations                            |                             |
| Promus en I. Liga                                    | ZTS Petržalka               |
| Promus en I. Liga                                    | TJ Vitkovice                |
| Relégués en II. Liga                                 | Spartak Hradec Králové      |
| Relégués en II. Liga                                 | ZŤS Košice                  |